# Agglomération de Chaumont
Die Agglomération de Chaumont ist ein ehemaliger französischer Gemeindeverband mit der Rechtsform einer Communauté d’agglomération im Département Haute-Marne in der Region Grand Est. Sie wurde am 23. Dezember 2011 gegründet und umfasste 25 Gemeinden. Der Verwaltungssitz befand sich in der Stadt Chaumont. Am 31. Dezember 2016 wurde er aufgelöst.

## Historische Entwicklung
Der Gemeindeverband entstand mit Wirkung vom 1. Januar 2012 als Nachfolgeorganisation der ehemaligen Communauté de communes du Pays Chaumontais, die in den Rang einer Commune d’agglomération erhoben wurde.
Mit Wirkung vom 1. Januar 2017 wurde der Gemeindeverband mit
- Communauté de communes du Bassin Nogentais (17 Gemeinden) und
- Communauté de communes du Bassin de Bologne Vignory et Froncles (22 Gemeinden)

zur Communauté d’agglomération de Chaumont, du Bassin Nogentais et du Bassin de Bologne Vignory Froncles zusammengeschlossen. Gleichzeitig wurde die Gemeinde Lamothe-en-Blaisy mit der Gemeinde Colombey-les-Deux-Églises zu einer Commune nouvelle gleichen Namens, jedoch Schreibweise ohne Bindestriche, zusammengeschlossen.

## Ehemalige Mitgliedsgemeinden
1. Blaisy
2. Brethenay
3. Buxières-lès-Villiers
4. Chamarandes-Choignes
5. Chaumont
6. Colombey-les-Deux-Églises
7. Condes
8. Curmont
9. Euffigneix
10. Foulain
11. Gillancourt
12. Jonchery
13. Juzennecourt
14. Lachapelle-en-Blaisy
15. Lamothe-en-Blaisy
16. Laville-aux-Bois
17. Luzy-sur-Marne
18. Neuilly-sur-Suize
19. Rennepont
20. Riaucourt
21. Rizaucourt-Buchey
22. Semoutiers-Montsaon
23. Treix
24. Verbiesles
25. Villiers-le-Sec